# Giuseppe Martinola
Giuseppe Martinola (* 7. September 1908 in Mendrisio; † 27. Juli 1990 ebenda) war ein Schweizer Archivar, Gymnasiallehrer, Historiker, Publizist und Forscher in den Bereichen Kultur, Kunstgeschichte und Politik.

## Leben
Giuseppe Martinola wurde als Sohn des Antonio Martinola aus Mendrisio geboren. Nach Studien in Mendrisio und Lugano besuchte er die Geschichtsfakultät an der Universität La Sapienza in Rom und promovierte mit einer Arbeit zur Geschichte des Risorgimento. Von 1938 bis 1951 war er Tessiner Staatsarchivar, danach Vorsteher der Sekundarschule von Mendrisio (1951–1954); zwischen 1954 und 1973 arbeitete er als Gymnasiallehrer in Lugano. 
Von 1942 bis 1990 war Martinola Herausgeber des Bollettino storico della Svizzera italiana und 1956 bis 1975 Mitglied und Leiter der kantonalen Denkmalkommission. Er forschte über die politischen Ereignisse im Kanton Tessin während der ersten Jahrzehnte seiner Unabhängigkeit im 19. Jahrhundert und interessierte sich für die wichtigen Persönlichkeiten jener Zeit wie Vincenzo Dalberti, Giovan Battista Quadri oder Stefano Franscini.
Er schrieb über die Emigration von Kunsthandwerkern, verfasste Monografien zu Künstlern des 19. Jahrhunderts, erstellte Inventare von Tessiner Kunstdenkmälern und organisierte Ausstellungen mit zeitgenössischer Kunst.

## Schriften (Auswahl)
- Le relazioni diplomatiche austro-ticinesi nel 1833–1834. H.R. Sauerlander, Aarau 1946.
- La donna ticinese nel ritratto. Gianni Casagrande, Lugano 1961.
- Lettere dai paesi transalpini degli artisti di Meride e dei villaggi vicini (sec. XVII–XIX). Edizioni dello Stato, Bellinzona 1963.
- Invito al Mendrisiotto. Lions Club del Mendrisiotto, Bellinzona 1965.
- La guerra di Secessione degli Stati Uniti d’America nei rapporti del col. Augusto Fogliardi. Tipografia Gaggini-Bizzozero, Lugano 1966.
- Un editore luganese del Risorgimento: Giuseppe Ruggia. Fondazione Ticino Nostro, Lugano 1985.
- Gli esuli italiani nel Ticino. Fondazione Ticino Nostro, Lugano 1980 und 1994.
- Epistolario Dalberti-Usteri, 1807–1831. Opera per le fonti della storia patria. Edizioni dello Stato, Bellinzona 1975.
- Inventario delle cose d’arte e di antichità del distretto di Mendrisio. 1975.
- I diletti figli di Mendrisio. Armando Dadò Editore, Locarno 1980.
- Il gran partito della libertà: la rivoluzione ticinese del 1814. Armando Dadò Editore, Locarno 1983.

## Belege
1. ↑  Giuseppe Martinola Lokalhistoriker (italienisch) auf giornaleadula.wordpress.com/2016

| Personendaten    | Personendaten        |
| ---------------- | -------------------- |
| NAME             | Martinola, Giuseppe  |
| KURZBESCHREIBUNG | Schweizer Historiker |
| GEBURTSDATUM     | 7. September 1908    |
| GEBURTSORT       | Mendrisio            |
| STERBEDATUM      | 27. Juli 1990        |
| STERBEORT        | Mendrisio            |